# 艾哈迈德·米德海特
艾哈迈德·米德海特（土耳其語：Ahmed Midhat Efendi，1844年—1912年12月28日）是鄂圖曼帝國的作家、记者、出版商，活跃于阿卜杜勒·哈米德二世当政时期。